# Belém de São Francisco
Belém de São Francisco là một đô thị thuộc bang Pernambuco, Brasil. Đô thị này có diện tích 1842,7 km², dân số năm 2007 là 20572 người, mật độ 11,16 người/km².